# محمد وقاص
المفتي محمد وقاص (15 يناير 1951 - 31 مارس 2021) سياسي بنغلاديشي. كان عضوًا في البرلمان البنغلاديشي، وشغل منصب وزير الدولة في وزارة الشؤون الدينية ووزارة الموارد المائية ورئيس جزء جمعية علماء الإسلام البنغلاديشية.